# Нео Сирако (Правища)
Нео Сирако или Влахика (на гръцки: Νέο Συράκο, до 1984 година: Βλάχικα, Влахика) е квартал на гръцкия град Правища (Елевтеруполи), област Източна Македония и Тракия.

## География
Нео Сирако е най-северната махала на Правища, разположена на 50 m надморска височина в източните склонове на Кушница (Пангео) по пътя към Сяр (Серес).

## История
Селището е основано в 60-те години от власи, заради което и носи името Влахика. Жителите се занимават със скотовъдство. В 1984 година селото е прекръстено на Нео Сирако, тосет Ново Сирако. В 2001 година е присъединено към Правища.
| Година    | 1913 | 1920 | 1928 | 1940 | 1951 | 1961 | 1971 | 1981 | 1991 | 2001 | 2011 | 2021 |
| --------- | ---- | ---- | ---- | ---- | ---- | ---- | ---- | ---- | ---- | ---- | ---- | ---- |
| Население |      |      |      |      |      |      | 89   | 79   | 99   |      |      |      |